# Serhiy Dotsenko
Serhiy Dotsenko (en ukrainien, Сергій Доценко) est un boxeur ukrainien né le 27 juillet 1979 à Simferopol.

## Carrière
Aux Jeux olympiques d'été de 2000, il combat dans la catégorie des poids welters et remporte la médaille d'argent.